# Phân loại động vật có xương sống (Young, 1962)
Phân loại học động vật có xương sống' được trình bày bởi John Zachary Young trong quyển sách The Life of Vertebrates (1962) là hệ thống phân loại tập trung vào nhóm động vật này.

## Ngành Chordata
- Ngành Chordata [p. 24]
  - Phân ngành 1. Hemichordata (ví dụ Balanoglossus, Cephalodiscus, Rhabdopleura)
  - Phân ngành 2. Cephalochordata (= Acrania) (ví dụ Branchiostoma)
  - Phân ngành 3. Tunicata (ví dụ Ciona)
  - Phân ngành 4. Vertebrata (= Craniata) 
    - Liên lớp 1. Agnatha
      - Lớp 1. Cyclostomata
      - Lớp 2. †Cephalaspidomorphi (ví dụ †Cephalaspis)
      - Lớp 3. †Pteraspidomorphi (ví dụ †Pteraspis)
      - Lớp 4. †Anaspida (ví dụ †Birkenia, †Jamoytius)

    - Liên lớp 2. Gnathostomata
      - Lớp 1. †Placodermi (ví dụ †Acanthodes)
      - Lớp 2. Elasmobranchii
      - Lớp 3. Actinopterygii
      - Lớp 4. Crossopterygii
      - Lớp 5. Amphibia
      - Lớp 6. Reptilia
      - Lớp 7. Aves
      - Lớp 8. Mammalia

### Phân ngành Vertebrata (= Craniata)

#### Liên lớp Agnatha
- Phân ngành Vertebrata (= Craniata)
  - Liên lớp 1. Agnatha [p. 81]
    - Lớp 1. Cyclostomata
      - Bộ 1. Petromyzontia (ví dụ Petromyzon, Lampetra, Entosphenus, Geotria, Mordacia)
      - Bộ 2. Myxinoidea (ví dụ Myxine, Bdellostoma)

    - Lớp 2. †Osteostraci (ví dụ †Cephalaspis, †Tremataspis)
    - Lớp 3. †Anaspida (ví dụ †Birkenia, †Jamoytius)
    - Lớp 4. †Heterostraci (ví dụ †Astraspis, †Pteraspis, †Drepanaspis)
    - Lớp 5. †Coelolepida (ví dụ †Thelodus, †Lanarkia)

#### Liên lớp Gnathostomata

##### Lớp Elasmobranchii
- Liên lớp 2. Gnathostomata
  - Lớp Elasmobranchii (= Chondrichthyes) [p. 175]
    - Phân lớp 1. Selachii
      - Bộ 1. †Cladoselachii (ví dụ†Cladoselache, †Goodrichia)
      - Bộ 2. †Pleuracanthodii (ví dụ †Pleuracanthus)
      - Bộ 3. Protoselachii (ví dụ †Hybodiis, Heterodontus)
      - Bộ 4. Euselachii
        - Phân bộ 1. Pleurotremata
          - Division 1. Notidanoidea (ví dụ Hexanchus, Chlamydoselache)
          - Division 2. Galeoidea (ví dụ Scyliorhinus, Mustelus, Cetorhinus, Carcharodon)
          - Division 3. Squaloidea (ví dụ Squalus, Squatina, Pristiophorus, Alopias)

        - Phân bộ 2. Hypotremata (ví dụ Raja, Rhinobatis, Pristis, Torpedo, Trygon)

    - Phân lớp 2. Bradyodonti
      - Bộ 1. †Eubradyodonti (ví dụ, †Helodus)
      - Bộ 2. Holocephali (ví dụ Chimaera)

##### Lớp Actinopterygii
- Lớp Actinopterygii [p. 228]
  - Liên bộ 1. Chondrostei
    - Bộ 1. Palaeoniscoidei (ví dụ †Cheirolepis, †Palaeoniscus, †Amphicentrum, †Platysomus, †Dorypterus, †Cleithrolepis, †Tarrasius, Polypterus)
    - Bộ 2. Acipenseroidei (ví dụ †Chondrosteus, Acipenser, Polyodon)
    - Bộ 3. Subholostei (ví dụ †Ptycholepis)

  - Liên bộ 2. Holostei (ví dụ †Acentrophorus, †Lepidotes, †Dapedius, †Microdon, AmiaAmia, Lepisosteus)
  - Liên bộ 3. Teleostei
    - Bộ 1. Isospondyli (ví dụ †Leptolepis, †Portheus, Clupea, Salmo)
    - Bộ 2. Ostariophysi (ví dụ Cyprinus [carp], Tinea[cần giải thích] [tench], Silurus [catfish])
    - Bộ 3. Apodes (ví dụAnguilla [lươn], Conger [conger eel])
    - Order 4. Mesichthyes (ví dụ Esox [pike], Belone, Exocoetus [flying fish], Gasterosteus [stickle-back], Syngnathus [pipe-fish], Hippocampus  [seahorse])
    - Bộ 5. Acanthopterygii (ví dụ †Hoplopteryx, Zens [John Dory], Perca [perch], Labrus [wrasse], Uranoscopus [star gazer], Blennius [blenny], Gadus [whiting], Pleuronectes [plaice], Solea [sole], Lophius [angler-fish])

##### Lớp Crossopterygii
- Lớp Crossopterygii [p. 268]
  - Bộ 1. Rhipidistia
    - Phân bộ 1. †Osteolepidoti (ví dụ †Osteolepis, †Sauripterus, †Diplopterax, †Eusthenopteron)
    - Phân bộ 2. Coelacanthini (= Actinistia) (ví dụ †Coelacanthus, †Undina, Latimeria)

  - Bộ 2. Dipnoi (ví dụ †Dipterus, †Ceratodus, Neoceratodus, Protopterus, Lepidosiren)

##### Lớp Amphibia
- Lớp Amphibia [p. 296]
  - Phân lớp 1. †Stegocephalia
    - Bộ 1. †Labyrinthodontia
      - Phân bộ 1. †Ichthyostegalia (ví dụ †Ichthyostega, †Elpistostege)
      - Phân bộ 2. †Embolomeri (ví dụ †Eogyrinus, †Loxomma)
      - Phân bộ 3. †Rhachitomi (ví dụ †Eryops, †Cacops)
      - Phân bộ 4. †Stereospondyli (ví dụ †Capitosaurus, †Buettneria)

    - Bộ 2. †Phyllospondyli (ví dụ †Branchiosaurus)
    - Bộ 3. †Lepospondyli (ví dụ †Dolichosoma, †Diplocaulus, †Microbrachis)
    - Bộ 4. †Adelospondyli (ví dụ †Lysorophus)

  - Phân lớp 2. Urodela (= Caudata) (ví dụ Molge, Salamandra, Ambystoma, Necturus)
  - Phân lớp 3. Anura (= Salientia) (ví dụ †Miobatrachus, †Protobatrachiis, Rana, Bufo, Hyla, Pipa)
  - Phân lớp 4. Apoda (= Gymnophiona = Caecilia) (ví dụ Ichthyophis, Typhlonectes)

##### Lớp Reptilia
- Lớp Reptilia [p. 369]
  - Phân lớp 1. Anapsida
    - Bộ 1. †Cotylosauria (ví dụ †Seymouria, †Captorhinus, †Diadectes)
    - Bộ 2. Chelonia (ví dụ †Eunotosaurus, †Triassochelys, Chelys, Emys, Chelone, Testudo)

  - Phân lớp 2. †Synaptosauria
    - Bộ 1. †Protorosauria (ví dụ †Araeoscelis, †Tanystropheus)
    - Bộ 2. †Sauropterygia (ví dụ†Pliosaurus, †Plesiosaurus, †Placodus)

  - Phân lớp 3. †Ichthyopterygia
    - Bộ 1. †Ichthyosauria (ví dụ †Mixosaurus, †Ichthyosaurus)

  - Phân lớp 4. Lepidosauria
    - Bộ 1. †Eosuchia (ví dụ†Youngina, †Prolacerta)
    - Bộ 2. Rhynchocephalia (ví dụ†Homoesaurus, †Rhynchosaurus, Sphenodon [= Hatteria])
    - Bộ 3. Squamata
      - Phân bộ 1. Lacertilia (= Sauria)
        - Phân thứ bộ 1. Gekkota (ví dụ Gecko)
        - Phân thứ bộ 2. Iguania (ví dụ Iguana, Anolis, Phrynosoma, Draco, Lyriocephalus, Agama, Chamaeleo)
        - Phân thứ bộ 3. Scincomorpha (e.g., Lacerta, Scincus, Amphisbaena)
        - Phân thứ bộ 4. Anguimorpha (ví dụ †Dolichosaurus, †Aigialosaurus, †Tylosaurus, Varanus, Lanthanotus, Anguis)

      - Phân bộ 2. Ophidia (= Serpentes) (ví dụ †Palaeophis, Python, Natrix, Naja, Vipera)

  - Phân lớp 5. Archosauria
    - Bộ 1. †Pseudosuchia (= †Thecodontia) (ví dụ †Euparkeria, †Saltoposuchus)
    - Bộ 2. †Phytosauria (ví dụ †Phytosaurus, †Mystriosuchus)
    - Bộ 3. Crocodilia (ví dụ †Protosuchus, Crocodilus, Alligator, Caiman, Gavialis)
    - Bộ 4. †Saurischia
      - Phân bộ 1. †Theropoda (ví dụ †Compsognathus, †Ornitholestes, †Allosaurus, †Tyrannosaurus, †Struthiomimus)
      - Phân bộ 2. †Sauropoda (ví dụ †Apatosaurus [= †Brontosaurus], †Diplodocus, †Yaleosaurus, †Plateosaurus, Brachiosaurus)

    - Bộ 5. †Ornithischia
      - Phân bộ 1. †Ornithopoda (ví dụ †Camptosaurus, †Iguanodon, †Hadrosaurus)
      - Phân bộ 2. †Stegosauria (ví dụ †Stegosaurus)
      - Phân bộ 3. †Ankylosauria (ví dụ †Ankylosaurus, †Nodosaurus)
      - Phân bộ 4. †Ceratopsia (ví dụ †Triceratops)

    - Bộ 6. †Pterosauria (ví dụ †Rhamphorhynchus, †Pteranodon)

  - Phân lớp 6. †Synapsida [pp. 370, 533]
    - Bộ 1. †Pelycosauria (= †Theromorpha) (ví dụ †Varanosaurus, †Edaphosaurus, †Dimetrodon)
    - Bộ 2. †Therapsida
      - Phân bộ 1. †Dicynodontia (e.g., †Galepus, †Moschops, †Dicynodon, †Kannemeyeria)
      - Phân bộ 2. †Theriodontia (e.g., †Cynognathus, †Scymnognathus, †Bauria, †Dromatherium, †Tritylodon, †Oligokyphus)

    - Bộ 3. †Mesosauria (= †Proganosauria) (ví dụ †Mesosaurus)

##### Lớp Aves
- Lớp Aves [p. 509]
  - Phân lớp 1. †Archaeornithes (ví dụ †Archaeopteryx)
  - Phân lớp 2. Neornithes
    - Liên lớp 1. †Odontognathae (ví dụ †Hesperornis, †Ichthyornis)
    - Liên bộ 2. Palaeognathae [ratites] (ví dụ Struthio, Rhea, Dromiceius, Casuarius, †Dinornis, †Aepyornis, Apteryx, Tinamus)
    - Liên bộ 3. Impennae [penguins] (ví dụ Spheniscus, Aptenodytes)
    - Liên bộ 4. Neognathae
      - Bộ 1. Gaviiformes [loons] (e.g., Gavia [loon])
      - Bộ 2. Colymbiformes [grebes] (ví dụ Colymbus [= Podiceps] [grebe])
      - Bộ 3. Procellariiformes [petrels] (ví dụ Fulmarus [petrel], Puffinus [shearwater], Diomedea [albatross])
      - Bộ 4. Pelecaniformes (ví dụ Phalacrocorax [cormorant], Pelecanus [pelican], Sida [gannet])
      - Bộ 5. Ciconiiformes (ví dụ Ciconia [stork], Ardea [heron], Phoenicopterus [flamingo])
      - Order 6. Anseriformes [ducks] (ví dụ Anas [duck], Cygnus [swan])
      - Bộ 7. Falconiformes [hawks] (ví dụ Falco [kestrel], Aquila [đại bàng], Buteo [buzzard], Neophron [vulture], Milvus [kite])
      - Bộ 8. Galliformes [game birds] (ví dụ Gallus [fowl], Phasianus [pheasant], Perdix [partridge], Lagopus [grouse], Meleagris [turkey], Numida [guinea fowl], Pavo [peacock], Opisthocomus [hoatzin])
      - Bộ 9. Gruiformes [rails] (ví dụ Fulica [coot], Gallinula [moorhen], Crex [corn-crake], Grus [crane], †Phororhacos, †Diatryma)
      - Bộ 10. Charadriiformes [waders and gulls] (ví dụ Numenius [curlew], Capella [snipe], Calidris [sandpiper], Vanellus [lapwing], Scolopax [woodcock], Larus [gull], Uria [guillemot], Plautus [little auk])
      - Bộ 11. Columbiformes [pigeons] (ví dụColumba [pigeon], †Raphus [dodo])
      - Bộ 12. Cuculiformes [cuckoos] (ví dụ Cuculus [cuckoo])
      - Bộ 13. Psittaciformes [parrots]
      - Bộ 14. Strigiformes [owls] (ví dụ Athene [little owl], Tyto [farm owl], Strix [tawny owl])
      - Bộ 15. Caprimulgiformes [nightjars] (e.g., Caprimulgus [nightjar])
      - Bộ 16. Micropodiformes (ví dụ Apus [swift], Trochilus [humming-bird])
      - Bộ 17. Coraciiformes (ví dụ Merops [bee-eater], Alcedo [kingfisher])
      - Bộ 18. Piciformes [woodpeckers] (ví dụPicus [woodpecker])
      - Bộ 19. Passeriformes [perching birds] (ví dụ Corvus [rook], Sturnus [starling], Fringilla [finch], Passer [house-sparrow], Alauda [lark], Anthus [pipit], Motacilla [wagtail], Certhia [tree-creeper], Parus [tit], Lanius [shrike], Sylvia [warbler], Turdus [thrush], Erithacus [British robin], Luscinia [nightingale], Prunella [hedge-sparrow], Troglodytes [wren], Hirundo [swallow])

##### Lớp Mammalia
- Lớp Mammalia [p. 533]
  - Phân lớp 1. Eotheria
    - Bộ †Docodonta (ví dụ †Morganucodon, †Docodon)
    - Bộ incertae sedis †Diarthrognathus

  - Phân lớp 2. Prototheria
    - Bộ Monotremata (ví dụ Tachyglossus [= Echidna] [spiny anteater], Zaglossus [= Proechidna], Ornithorhynchus [platypus])

  - Phân lớp 3. †Allotheria
    - Bộ †Multituberculata (ví dụ †Plagiaulax,  †Ptilodus)

  - Phân lớp 4. Theria
    - Phân thứ lớp 1. †Pantotheria
      - Bộ 1. †Eupantotheria (ví dụ †Amphitherium)
      - Bộ 2. †Symmetrodonta (ví dụ †Spalacotherium)

    - Phân thứ lớp 2. Metatheria
      - Bộ Marsupialia

    - Phân thứ lớp 3. Eutheria (= Placentalia) 
      - Bộ incertae sedis †Triconodonta (ví dụ †Amphilestes, †Triconodon)

###### Phân thứ lớp Metatheria
- Phân thứ lớp 2. Metatheria [p. 563]
  - Bộ Marsupialia
    - Liên họ 1. Didelphoidea (ví dụ †Eodelphis, Didelphis [opossum], Chironectes [water opossum])
    - Liên họ 2. †Borhyaenoidea (ví dụ †Thylacosmilus, †Borhyaena)
    - Liên họ 3. Dasyuroidea (ví dụ Dasyurus [native cat], Sarcophilus [Tasmanian devil], Thylacinus [Tasmanian wolf], Myrmecobius [banded ant-eater], Notoryctes [marsupial mole], Sminthopsis [pouched mouse])
    - Liên họ 4. Perameloidea (ví dụ Perameles [bandicoot])
    - Liên họ 5. Caenolestoidea (ví dụ †Palaeothentes [= †Epanorthus], Caenolestes [opossum-rat])
    - Liên họ 6. Phalangeroidea (ví dụ Trichosurus [Australian opossum], Petaurus [flying opossum], Phascolarctos [koala bear], Vombatus [wombat], Macropus [kangaroo], Bettongia [rat kangaroo], †Diprotodon, †Thylacoleo)

###### Phân thứ lớp Eutheria
- Phân thứ lớp 3. Eutheria [p. 577]
  - Đội 1. Unguiculata
    - Bộ 1. Insectivora [p. 581]
    - Bộ 2. Chiroptera [p. 585]
    - Bộ 3. Dermoptera
    - Bộ 4. †Taeniodonta
    - Bộ 5. †Tillodontia
    - Bộ 6. Edentata [p. 592]
    - Bộ 7. Pholidota
    - Bộ 8. Primates [p. 602]

  - Đội 2. Glires [p. 653]
    - Bộ 1. Rodentia
    - Bộ 2. Lagomorpha

  - Đội 3. Mutica [p. 666]
    - Bộ Cetacea

  - Đội 4. Ferungulata
    - Liên bộ 1. Ferae [p. 679]
      - Bộ Carnivora

    - Liên bộ 2. Protungulata [p. 699]
      - Bộ 1. †Condylarthra
      - Bộ 2. †Notoungulata
      - Bộ 3. †Litopterna
      - Bộ 4. †Astrapotheria
      - Bộ 5. Tubulidentata

    - Liên bộ 3. Paenungulata [p. 706]
      - Bộ 1. Hyracoidea
      - Bộ 2. Proboscidea
      - Bộ 3. †Pantodonta
      - Bộ 4. †Dinocerata
      - Bộ 5. †Pyrotheria
      - Bộ 6. †Embrithopoda
      - Bộ 7. Sirenia

    - Liên bộ 4. Mesaxonia [p. 723]
      - Bộ Perissodactyla

    - Liên bộ 5. Paraxonia [p. 745]
      - Bộ Artiodactyla

###### Bộ Primates
- Bộ 8. Primates [p. 602]
  - Phân bộ 1. Prosimii
    - Phân thứ bộ 1. Lemuriformes
      - Họ 1. †Plesiadapidae (ví dụ †Plesiadapis)
      - Họ 2. †Adapidae (ví dụ †Notharctus, †Adapis)
      - Họ 3. Lemuridae (ví dụ †Megaladapis, Lemur [vượn cáo thông thường])
      - Họ 4. Indridae (ví dụ Indri [indris])
      - Họ 5. Daubentoniidae (ví dụ Daubentonia [= Cheiromys] [khỉ aye-aye])

    - Phân thứ bộ 2. Lorisiformes
      - Họ. Lorisidae (ví dụ Loris [cu li thon], Galago , Perodicticus)

    - Phân thứ bộ 3. Tarsiiformes
      - Họ 1. †Anaptomorphidae (ví dụ †Necrolemur, †Pseudoloris)
      - Họ 2. Tarsiidae (ví dụ Tarsius [tarsier])

  - Phân bộ 2. Anthropoidea
    - Liên họ 1. Ceboidea
      - Họ 1. Callithricidae (ví dụ Callithrix [= Hapale])
      - Họ 2. Cebidae (ví dụ †Homunculus, Cebus, Ateles, Alouatta)

    - Liên họ 2. Cercopithecoidea
      - Họ 1. †Parapithecidae (ví dụ †Parapithecus)
      - Họ 2. Cercopithecidae (ví dụ †Mesopithecus, Macaca, Papio, Mandrillus, Cercopithecus, Presbytis, Colobus)

    - Liên họ 3. Hominoidea
      - Họ 1. Pongidae (ví dụ †Propliopithecus, †Pliopithecus, †Dryopithecus, †Oreopithecus †Australopithecus, †Proconsul, Hylobates vượn, Pongo Đười ươi, Tinh tinh, Khỉ đột)
      - Họ 2. Hominidae Người (ví dụ †Pithecanthropus [= †Sinanthropus] [Người Java và người Pekin], Homo [người (“tất cả các chủng còn sống”)])